# Бадминтон на Европейских играх 2015

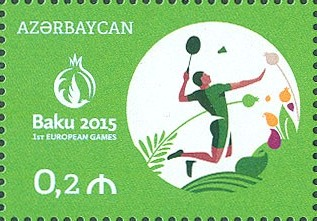
Бадминтон на почтовой марке Азербайджана, посвящённой Европейским играм 2015

Соревнования по бадминтону на Европейских играх 2015 пройдут в столице Азербайджана, в городе Баку с 22 по 28 июня. Будут разыграны 5 комплектов наград. Соревнования, на которых примут участие 160 спортсменов.
Соревнования проводятся во Дворце ручных игр в Баку.

## Медалисты
| Дисциплина               | Золото                                      | Серебро                                        | Бронза                                                                        |
| Мужской одиночный разряд | Пабло Абиан (ESP)                           | Эмиль Хольст (DEN)                             | Дитер Домке (GER) Кястутис Навицкас (LTU)                                     |
| Мужской парный разряд    | Дания · Матиас Боэ · Карстен Могенсен       | Россия · Владимир Иванов · Иван Созонов        | Германия · Рафаэль Бек · Андреас Хайнц · Ирландия · Джошуа Мэджи · Сэм Мэджи  |
| Женский одиночный разряд | Лине Кьяэрсфельдт (DEN)                     | Лианн Тан (BEL)                                | Петя Неделчева (BUL) Клара Асурменди (ESP)                                    |
| Женский парный разряд    | Болгария · Габриела Стоева · Стефани Стоева | Россия · Екатерина Болотова · Евгения Косецкая | Дания · Лена Гребак · Мария Хельсбёль · Турция · Озге Байрак · Неслихан Йигит |
| Смешанный парный разряд  | Дания · Никлас Нёр · Сара Тюгесен           | Франция · Гаэтан Миттельхейссер · Одри Фонтен  | Германия · Рафаэль Бек · Кира Каттенбек · Ирландия · Сэм Мэджи · Клои Мэджи   |